# Buffalo Center, Iowa
Buffalo Center là một thành phố thuộc quận Winnebago, tiểu bang Iowa, Hoa Kỳ. Năm 2010, dân số của thành phố này là 905 người.

## Dân số
Dân số qua các năm:
- Năm 2000: 963 người.
- Năm 2010: 905 người.